# Tecoltémic
Tecoltémic är en ort i Mexiko.   Den ligger i kommunen Ixtacamaxtitlán och delstaten Puebla, i den sydöstra delen av landet, 140 km öster om huvudstaden Mexico City. Tecoltémic ligger 2 574 meter över havet och antalet invånare är 151.
Terrängen runt Tecoltémic är kuperad. Runt Tecoltémic är det ganska tätbefolkat, med 65 invånare per kvadratkilometer. Närmaste större samhälle är Tetela de Ocampo, 18,6 km norr om Tecoltémic. I omgivningarna runt Tecoltémic växer huvudsakligen savannskog.